# 676
Cette page concerne l'année 676  du calendrier julien. Pour l'année 676 av. J.-C., voir 676 av. J.-C.
L'année 676 est une année bissextile qui commence un mardi.

## Événements
- Bataille de l'estuaire de la rivière Kum dans la guerre Silla-Tang. La Corée est unifiée par le Silla après le retrait des Chinois au nord de la rivière Taedong[1]. Le siège du protectorat chinois est transféré de Pyongyang vers Liaoyang, puis en 677 à Xincheng, au Liaoning[2].

### Europe
- 2 novembre : début du pontificat de Donus (fin en 678)[3].

- Les troupes de Clovis III et d'Ébroïn envahissent la Bourgogne, alors contrôlée par le roi de Neustrie Thierry III. Le duc de Champagne Waimer et les évêques déposés Diddon de Chalon et Bobbon de Valence, allié au duc Adalric d'Alsace font le siège d'Autun. L'évêque Léger est fait prisonnier par Waimer et a les yeux crevés[4]. Ses partisans se réfugient en Aquitaine. Diddon et Bobbon marchent ensuite vers Lyon avec Adalric (ou Chaldaric qu'ils veulent établir patrice en Provence[5]). Ils échouent à s'emparer du métropolitain Genès de Lyon qui est défendu par le peuple[6].
- Retour d’Irlande de Dagobert II qui devient roi d’Austrasie au détriment de Clovis III avec l'aide de troupes donnés par Wilfrid d'York[7]. Ébroïn abandonne Clovis III et retourne en Neustrie où il devient maire du palais auprès de Thierry III[6] après l'assassinat de Leudesius. Tout le personnel du palais de Neustrie est transformé.

- Le roi de Mercie Æthelred envahit le royaume de Kent et détruit Rochester[8].

- Cuthbert, à l'époque encore moine, se retire en ermite sur l'île de Farne et édicte une loi protégeant les eider à duvet[9] (sans doute la première loi de protection des oiseaux au monde).

## Naissances en 676
- Jean Damascène, défenseur des icônes[10]

## Décès en 676
- 25 janvier : Saint Priest, Prix ou Préjet (Praejectus), évêque de Clermont assassiné à Volvic[11].

- Perboundos, chef slave.